# Dyckia maracasensis
Espèce
Dyckia maracasensis est une espèce de plantes à fleurs de la famille des Bromeliaceae. Elle est 
originaire du Brésil (Bahia). 

## Description

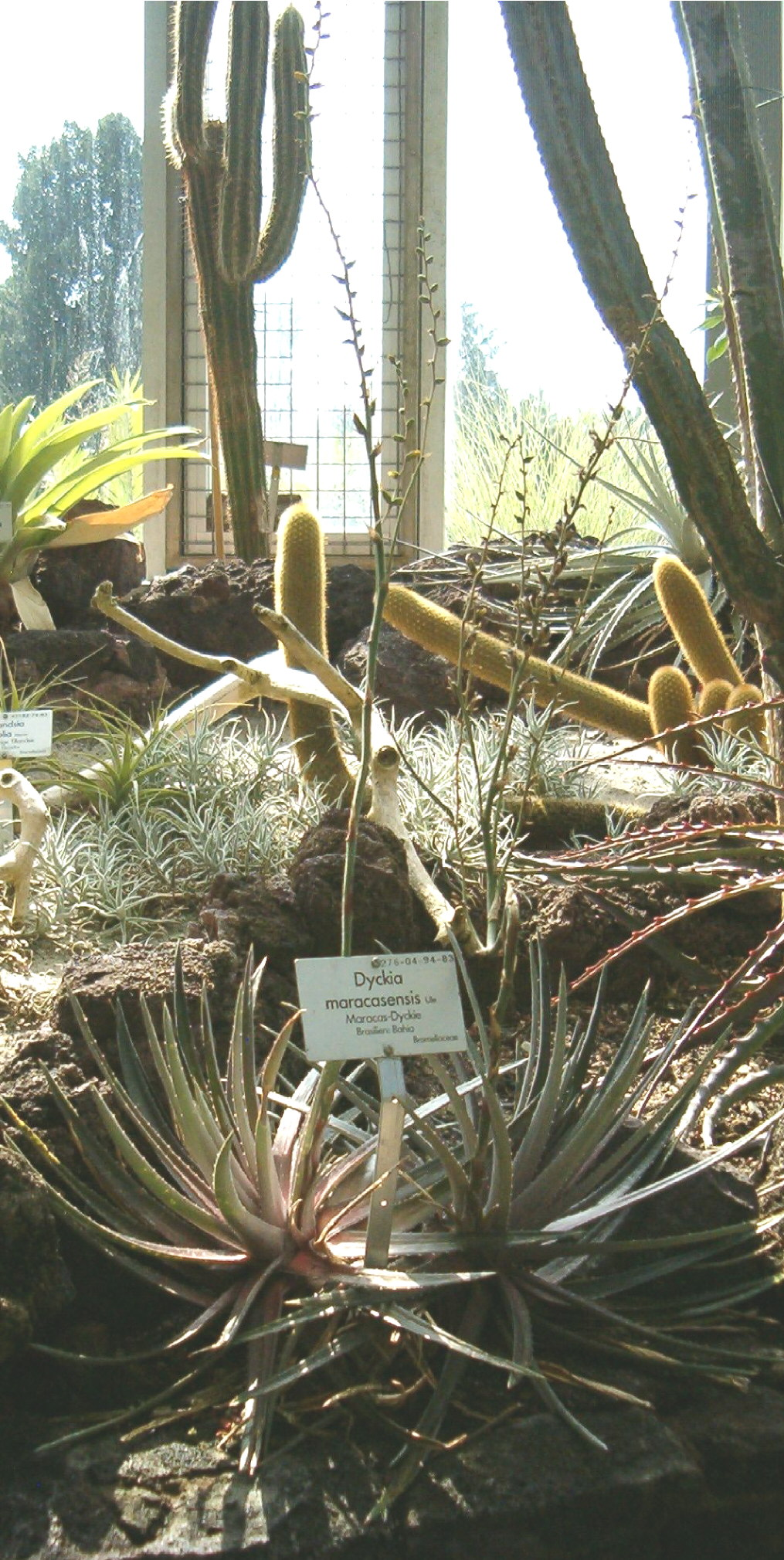
Hampes florales

Dyckia maracasensis est une plante vivace ou un sous-arbrisseau qui pousse principalement dans le biome tropical à saison sèche. Ses feuilles sont persistantes. Elles sont vert foncés, simples et basales. Elles sont deltoïdes et sessiles à nervure parallèle. Les fleurs sont en forme de tube de couleur orange et sont organisées en épi.
Les fruits sont des capsules à déhiscence septicide.

## Répartition et habitat
Elles préfèrent un emplacement ensoleillé sur des sols secs à frais. Elles supportent des températures seulement au-dessus d'au moins 1 C°.

## Systématique
Le nom correct complet (avec auteur) de ce taxon est Dyckia maracasensis Ule.

### Étymologie
- Le nom générique est dédié à Joseph, Franz,  Maria, Anton, Hubert de Salm reiffeischereidt[4]